# Sociedad de Estudios Internacionales
La Sociedad de Estudios Internacionales (SEI) fue fundada en el año 1934 en el Ateneo de Madrid. 

## Historia
La SEI es una organización sin ánimo de lucro (OSC) presidida por S. M. D. Felipe VI, Rey de España, está declarada de utilidad pública (1980) y asociada al Departamento de Información Pública de las Naciones Unidas (1995). En el año 2005 la SEI recibió el Premio Extraordinario del Ministerio de Defensa.
La SEI promovió activamente la creación de la Escuela Diplomática de España en 1942.
Desde su fundación, su trayectoria se ha distinguido por la defensa del establecimiento de un sistema mundial más justo y por su empeño en difundir las necesidades de los países en desarrollo. En 1954 la SEI comenzó a celebrar un Curso de Altos Estudios Internacionales de carácter anual dirigido a posgraduados españoles y extranjeros. Este Curso es el principal instrumento de difusión de conocimientos de la SEI y en el curso 2020 cumple su LXXXVI aniversario.

## Órganos de Gobierno
Según recogen los Estatutos de la SEI los Órganos de Gobierno son el Consejo Rector y la Asamblea General.
El Consejo Rector, que es la Junta Directiva de la Asociación, se compone de un Rector, cinco Vicerrectores, un Secretario General y el número de Consejeros (Vocales) que determine la Asamblea.
La Asamblea General está integrada por los socios de la SEI, quienes a su vez se clasifican en Numerarios, Protectores, de Honor y Corporativos.

## Rectorologio
- Gonzalo Reparaz Rodríguez (1934-1936)
- Salvador Lissarrague Novoa (1939-1941)
- Fernando Castiella Maiz (1941-1943)
- Nicolás Benavides Moro (1943-1945)
- Rodolfo Reyes Ochoa (1945-1950)
- Roman Perpiñá y Grau (1950-1952)
- Francisco Martos Ávila (1952-1955)
- Francisco Basterreche y Díaz de Bulnes (1955-1958)
- José-María Cordero Torres (1958-1966)
- Manuel Díez-Alegría Gutiérrez (1966-1968)
- Luis García Arias (1968-1972)
- José-Luis Azcárraga Bustamante (1973-1975)
- Fernando de Salas López (1975-2010)
- Juan Solaeche-Jaureguizar y Bielsa (2010-)